# Вернон, Кейт
Кейт Вернон (англ. Kate Vernon; род. 21 апреля 1961, Канада) — канадская актриса. Наиболее известна по ролям Лоррейн Прескотт в телесериале «Фалкон Крест» (1984—1985), Бенни Хансон в комедии «Милашка в розовом» (1986) и Эллен Тай в телесериале «Звёздный крейсер Галактика».

## Биография
Её отец был актёр Джон Вернон, её мать Нэнси Вест, и её сестра певица и актриса Нан Вернон.

## Избранная фильмография
- 2014: 100 / Диана Сидни
- 2011: Красная фракция: Происхождение / Red Faction: Origins
- 2010: Кости / Bones
- 2010: Последняя песня / The Last Song — Сьюзан Блейкли
- 2005: C.S.I.: Место преступления / CSI: Crime Scene Investigation
- 2005: Учитель года / School of Life
- 2004—2009: Звёздный крейсер «Галактика» / Элен Тай
- 1998: Блэкджек / Blackjack
- 1995: Свояченица / Sister-In-Law
- 1995:За гранью возможного: Братья по крови / The Outer Limits: Blood Brothers
- 1994: Возможная причина / Probable Cause
- 1992: Малколм Икс / Malcolm X
- 1984: Закусочная на шоссе 66 / Roadhouse 66
- 1978-1991: Даллас / Dallas